# Itame wawaria
Itame wawaria là một loài bướm đêm trong họ Geometridae.